# Mlada čitačica
Mlada čitačica, izvornog naziva Svjetlo za čitanje (francuski: La Liseuse) je slavno ulje na platnu rokoko slikara Jean-Honoréa Fragonarda iz oko 1770. godine. 
Ime djevojke sa slike nije poznato i slika je više žanr-scena buržoaske svakodnevice nego portret. Fragonard ne obraća pozornost na izraz lica, već na samu pozu koja je prirodna suština ženstvenosti. Djevojka je naslikana iz profila u žutoj haljini s bijelim valovitim ovratnikom i rukavima, te ljubičastim vrpcama. U desnoj ruci drži malu knjigu, a lijeva ruka joj je spuštena na drveni stol. Iza leđa, na zidu, joj se nalazi veliki ljubičasti jastuk. Kosa joj je naslikana podignuta, zavezana pomoću ljubičaste vrpce, kako bi joj vrat bio otkriven i vidljiv. 
Fragonard se koristi tipičnim rokoko bojama. Djevojka je naslikana svjetlijim, mekim bojama, koje se stapaju bez nekih naglih prijelaza i kontrasta, dok je pozadina u tamnijim bojama. Tamni zid u pozadini kontrastom uokviruje i naglašava ženski lik na slici. Najsvjetlije boje su u sredini slike kako bi se kompozicija slike uokvirila tamnim dijelovima. Teksturu slike je postigao opuštenim i brzim potezima kista, što stvara dubinu između različitih slojeva slike. Primjerice, zidovi, haljina i stolić imaju drugačiju teksturu zbog različitih poteza kista. Dok oko lica, na haljini i jastuku koristi opuštene poteze kistom, a nabore je postigao pomoću vrha kista.
Rendgenska fotografija otkrila je da je kako je djevojka izvorno imala drugačiji položaj glave, okrenuta prema gledatelju, odakle ju je Fragonard slikao. Poput drugih Fragonardovih slika, kao što su Glazbena lekcija i Studij, ova slika pripada prosvjetiteljskom ciklusu obrazovanja buržoazije
Slika nije bila dovršeni akademski rad i vjerojatno je prošla kroz ruke nekoliko francuskih kolekcionara i trgovaca. Na koncu ju je kupio kirurg Théodore Tuffier prije njegova dolaska u SAD 1930-ih. On ju je prodao Alfredu W. Ericksonu, osnivaču reklamne agencije McCann Erickson u New Yorku. Sliku je naslijedila njegova supruga Anna Edith McCann Erickson 1936. god., a nakon što je umrla 1961. god. sliku je kupila Nacionalna galerija umjetnosti, gdje je i danas izložena.

## Vanjske poveznice
|  | Zajednički poslužitelj ima još gradiva o temi Mlada čitačica |

- Young Girl Reading - Analysis and Critical Reception (engl.)
- Fragonard, Pierre Rosenberg, str. 282. (engl.)